# Ján Klimko
Ján Klimko (ur. 30 lipca 1960 w Preszowie) – słowacki narciarz klasyczny reprezentujący Czechosłowację, specjalista kombinacji norweskiej, zawodnik klubu Ruda Hvežda Štrbské Pleso, od 2012 roku do kwietnia 2015 roku był głównym trenerem reprezentacji Polski w kombinacji norweskiej.

## Kariera zawodnicza
W Pucharze Świata Ján Klimko zadebiutował 29 grudnia 1983 roku w Oberwiesenthal, zajmując 19. miejsce w zawodach metodą Gundersena. Pierwsze pucharowe punkty zdobył jednak dopiero 23 lutego 1985 roku w Leningradzie, gdzie był trzynasty w Gundersenie. W klasyfikacji generalnej sezonu 1984/1985 zajął ostatecznie 22. pozycję. Najlepsze wyniki w Pucharze Świata osiągnął w sezonie 1986/1987, który ukończył na szesnastym miejscu. Wtedy też po raz pierwszy i zarazem ostatni w karierze stanął na podium zawodów pucharowych, zajmując trzecie miejsce w Gundersenie 30 grudnia 1986 roku w Oberwiesenthal.
Pierwszą dużą imprezą w jego karierze były igrzyska olimpijskie w Sarajewie w 1984 roku, gdzie zajął indywidualnie 22. miejsce. W tym samym roku wystąpił na mistrzostwach świata w Rovaniemi, wspólnie z kolegami zajmując szóste miejsce w zawodach drużynowych. Rok później zajął 15. pozycję w Gundersenie na mistrzostwach świata w Seefeld. Na mistrzostwach świata w Oberstdorfie w 1987 roku w tej samej konkurencji był siódmy. Startował także na igrzyskach olimpijskich w Calgary w 1988 roku, gdzie indywidualnie zajął 27. miejsce, a w sztafecie był szósty. W 1988 roku zakończył karierę.

### Osiągnięcia

#### Igrzyska olimpijskie
| Miejsce | Dzień     | Rok  | Miejscowość | Konkurencja             | Wynik zwycięzcy | Strata      | Zwycięzca      |
| ------- | --------- | ---- | ----------- | ----------------------- | --------------- | ----------- | -------------- |
| 22.     | 12 lutego | 1984 | Sarajewo    | Gundersen K-90/15 km    | 422.595 pkt     | -56.360 pkt | Tom Sandberg   |
| 6.      | 24 lutego | 1988 | Calgary     | Sztafeta K-90/3 × 10 km | 1:20:46.0 h     | +2:57.1 min | RFN            |
| 27.     | 28 lutego | 1988 | Calgary     | Gundersen K-90/15 km    | 38:16.8 min     | +4:38.8 min | Hippolyt Kempf |

#### Mistrzostwa świata
| Miejsce | Dzień       | Rok  | Miejscowość | Konkurencja             | Wynik zwycięzcy | Strata     | Zwycięzca        |
| ------- | ----------- | ---- | ----------- | ----------------------- | --------------- | ---------- | ---------------- |
| 6.      | 18 marca    | 1984 | Rovaniemi   | Sztafeta K-90/3 × 10 km | 1189.46 pkt     | -73.24 pkt | Norwegia         |
| 15.     | 18 stycznia | 1985 | Seefeld     | Gundersen K-90/15 km    | 410.10 pkt      | ?          | Hermann Weinbuch |
| 7.      | 13 lutego   | 1987 | Oberstdorf  | Gundersen K-90/15 km    | 423.80 pkt      | -15.06 pkt | Torbjørn Løkken  |

#### Puchar Świata

##### Miejsca w klasyfikacji generalnej
- sezon 1983/1984: -
- sezon 1984/1985: 22.
- sezon 1985/1986: 26.
- sezon 1986/1987: 16.

##### Miejsca na podium chronologicznie
| Nr | Data            | Miejscowość    | Konkurencja         | Wynik zwycięzcy | Pozycja | Strata | Zwycięzca      |
| -- | --------------- | -------------- | ------------------- | --------------- | ------- | ------ | -------------- |
| 1. | 30 grudnia 1986 | Oberwiesenthal | Gundersen K90/15 km | ?               | 3.      | ?      | Hippolyt Kempf |

## Kariera trenerska
W latach 2008–2010 Klimko był głównym trenerem polskiej kadry młodzieżowej kobiet i mężczyzn w biegach narciarskich. W sezonie 2010/2011 pełnił rolę asystenta głównego trenera reprezentacji seniorów - Wiesława Cempy. W kolejnym sezonie został wybrany trenerem męskiej kadry biegaczy narciarskich, a do jego głównych celów należało przygotowanie zawodników do Mistrzostw Świata w Narciarstwie Klasycznym 2011. W 2012 roku Polski Związek Narciarski powierzył mu funkcję głównego szkoleniowca kadry A w kombinacji norweskiej.